# Teresa Cristina de Saxe-Coburgo e Bragança
Teresa Cristina de Saxe-Coburgo e Bragança (Turíngia, 23 de agosto de 1902 – Villach, 24 de janeiro de 1990), foi Chefe do Ramo de Saxe-Coburgo e Bragança de 1934 até sua morte em 1990, ela é neta da princesa Leopoldina e bisneta do imperador Dom Pedro II, ela foi filha do príncipe Augusto Leopoldo do Brasil e da princesa Carolina da Áustria-Toscana. Atualmente seu filho Carlos Tasso de Saxe-Coburgo e Bragança é o chefe da Ramo de Saxe-Coburgo e Bragança, tendo ocupado seu lugar.

## Biografia
Teresa Cristina era filha de Augusto Leopoldo de Saxe-Coburgo e Bragança, príncipe do Brasil e da arquiduquesa Carolina Maria de Áustria-Toscana (1869–1945), tendo sido a única a filha a conservar a nacionalidade brasileira. Herdou do tio, Pedro Augusto de Saxe-Coburgo e Bragança, a chefia do Ramo de Saxe-Coburgo e Bragança. Casou-se no dia 6 de outubro de 1930, em Salzburgo, Áustria, com Lamoral von Taxis, barão de Bordogna e Valnigra - filho de Omodeo Taxis von Bordogna und Valnigra e de  Franziska von Ottenhaler zu Ottenthal.[carece de fontes?] Seu casamento com o barão Lamoral teria sido considerado desigual, segundo as regras da casa imperial brasileira.[carece de fontes?]
Teresa Cristina de Saxe-Coburgo e Bragança morreu a 24 de Janeiro de 1990, aos 87 anos de idade, em Villach, Áustria.

## Descendência
| Nome                                      | Nascimento            | Morte                | Notas |
| ----------------------------------------- | --------------------- | -------------------- | --- |
| Carlos                                    | 16 de julho de 1931   |                      | Casou-se em primeiras núpcias com Denyse Paes de Almeida (sem descendência) e, em segundas núpcias, com a arquiduquesa Walburga de Áustria-Toscana, com descendência. |
| Alice                                     | 7 de junho de 1936    | 29 de agosto de 2013 | Casou-se com Michel Formentini, Conde de Tolmino e Biglia, com descendência.                                                                                          |
| Philippe Tasso de Saxe-Coburgo e Bragança | 3 de janeiro de 1939  |                      | Casou-se com Anna Maria Duarte Nunes. O casal tem duas filhas Anna Cristina Tasso de Saxe-Coburgo e Bragança e Alice Carolina Tasso de Saxe-Coburgo e Bragança.       |
| Maria Cristina                            | 31 de janeiro de 1945 |                      | Casou-se com Raimondo Dettori, com descendência. |